# EID2B
EID2B (англ. EP300 interacting inhibitor of differentiation 2B) – білок, який кодується однойменним геном, розташованим у людей на довгому плечі 19-ї хромосоми. Довжина поліпептидного ланцюга білка становить 161 амінокислот, а молекулярна маса — 16 985.
| 10         |  | 20         |  | 30         |  | 40         |  | 50         |
| ---------- |  | ---------- |  | ---------- |  | ---------- |  | ---------- |
| MAEPTGLLEM |  | SELPGDSSVP |  | QVGTASGVSD |  | VLRGAVGGGV |  | RVQEAREGPV |
| AEAARSMARM |  | PGPVPGPIPS |  | SVPGLASAPD |  | PHQQLAFLEI |  | NRQLLFREYL |
| DGSSMIPVRL |  | LRDFEERRRL |  | FVEGCKAREA |  | AFDADPPQMD |  | FAAVAFTVAL |
| TASEALSPLA |  | D          |  |            |  |            |  |            |

A: Аланін

C: Цистеїн

D: Аспарагінова кислота

E: Глутамінова кислота

F: Фенілаланін

G: Гліцин

H: Гістидин

I: Ізолейцин

K: Лізин

L: Лейцин

M: Метіонін

N: Аспарагін

P: Пролін

Q: Глутамін

R: Аргінін

S: Серин

T: Треонін

V: Валін

Кодований геном білок за функціями належить до репресорів, білків розвитку. 
Задіяний у таких біологічних процесах, як транскрипція, регуляція транскрипції, диференціація клітин, міогенез. 
Локалізований у ядрі.